# Gnadenbild

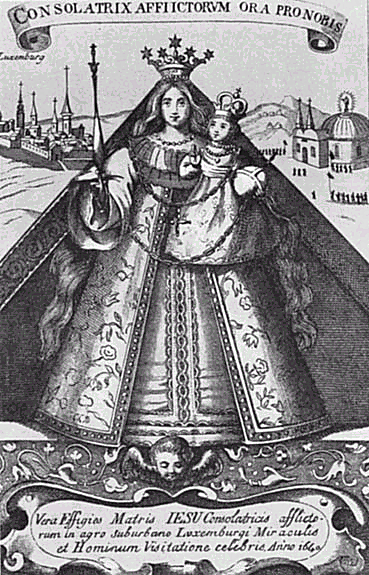
Das Kevelaerer Gnadenbild

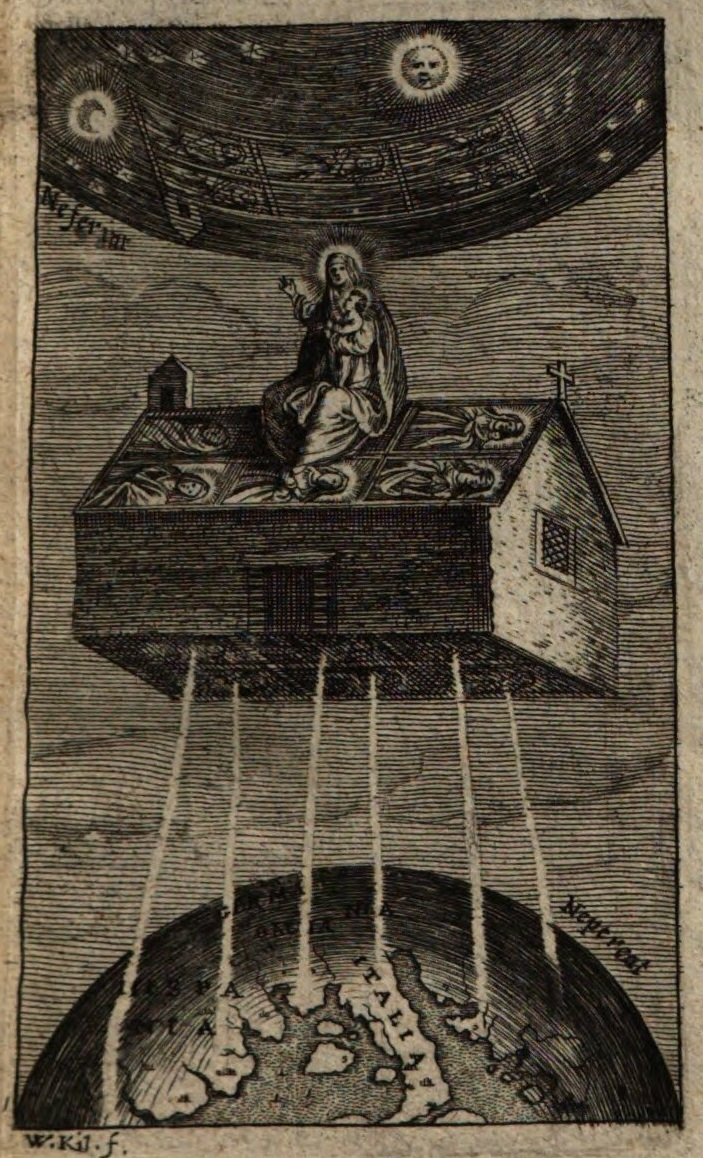
Die Illustration in Wilhelm Gumppenbergs Atlas Marianus (1657), einer Sammlung möglichst aller Gnadenbilder der christlichen Welt, veranschaulicht das Verhältnis zwischen der Gottesmutter im Himmel und den wundertätigen Bildern, durch die sie Heilsströme aussendet.

Als Gnadenbild (nicht ganz zutreffend auch Gnadenbildnis, bei Skulpturen auch seltener Gnadenstatue oder Gnadenfigur) bezeichnet man eine gemalte oder plastische Darstellung einer heiligen Person, vor der die Gläubigen die Gewährung einer Gnade von Gott erbitten. Vor allem Darstellungen Mariens mit oder ohne Jesuskind haben – oft erst im Nachhinein – die Rolle von Gnadenbildern angenommen.

Manche Gnadenbilder werden mit Heilungen oder anderen als wunderbar angesehenen Ereignissen in Verbindung gebracht; daher sind sie häufig Ziel von Wallfahrten. In solchen Fällen hat man dem Gnadenbild oft eine eigene Kapelle errichtet. Figürliche Darstellungen der Muttergottes und des Jesuskindes tragen häufig auch aus Silber gefertigte vergoldete Kronen und kostbare Kleider. 
Die Geschichte einzelner Gnadenbilder ist oft mit legendenhaft ausgeschmückten Erzählungen von deren Auffindung, Beschädigung, Raub oder Misshandlung verbunden. Für die Geschichte der Gnadenbilder im Allgemeinen ist festzuhalten, dass sie seit dem späten Mittelalter als Einzelbildwerke im Sinne der Devotio moderna eine zunehmende Rolle spielten. Auswüchse im spätmittelalterlichen Deutschland, als für bestimmte Regionen auch wirtschaftliche Erwägungen, also das Ausnutzen von Marien- und Heiligenverehrung, im Vordergrund standen, weckten Kritik unter anderem bei Martin Luther und Johannes Calvin und waren ein Faktor, der zur Reformation beitrug.

## Berühmte Gnadenbilder
Berühmte Gnadenbilder befinden sich z. B. in der Gnadenkapelle zu Altötting, Kevelaer und Werl (alle in Deutschland) und in der Kapelle des Paulinerklosters Jasna Góra in Tschenstochau in (Polen).

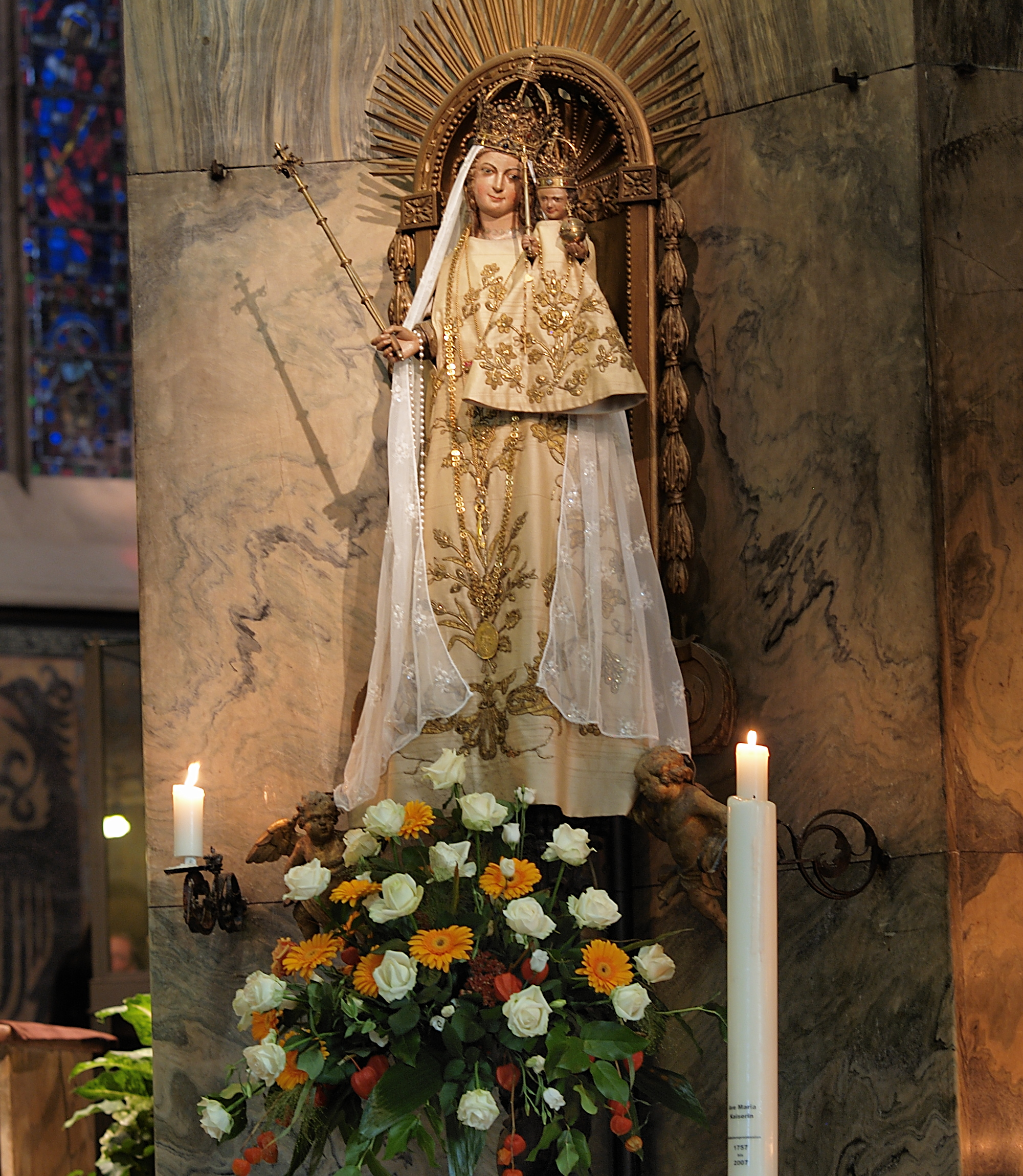
Aachener Gnadenbild
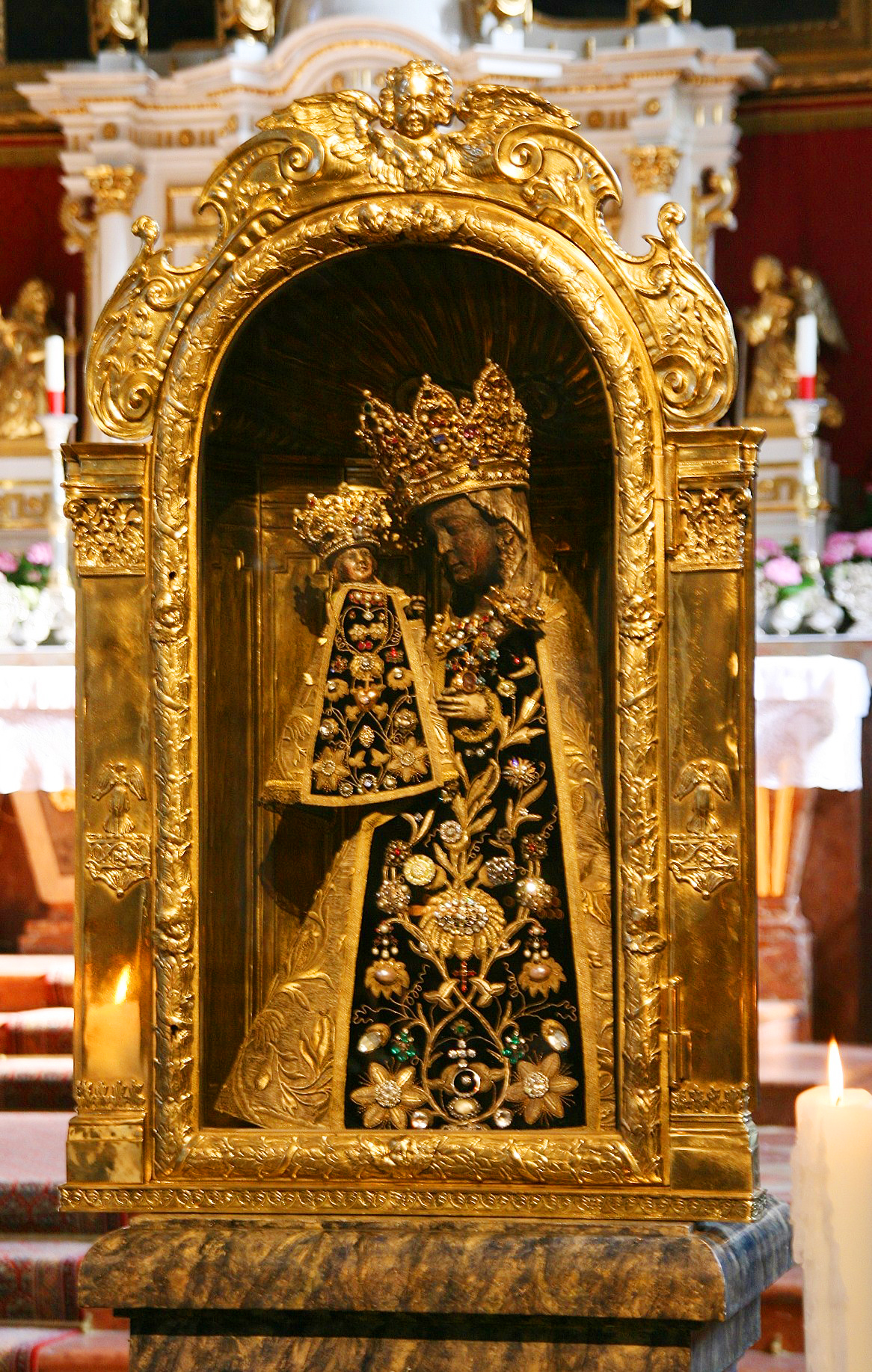
Schwarze Madonna in der Altöttinger Gnadenkapelle
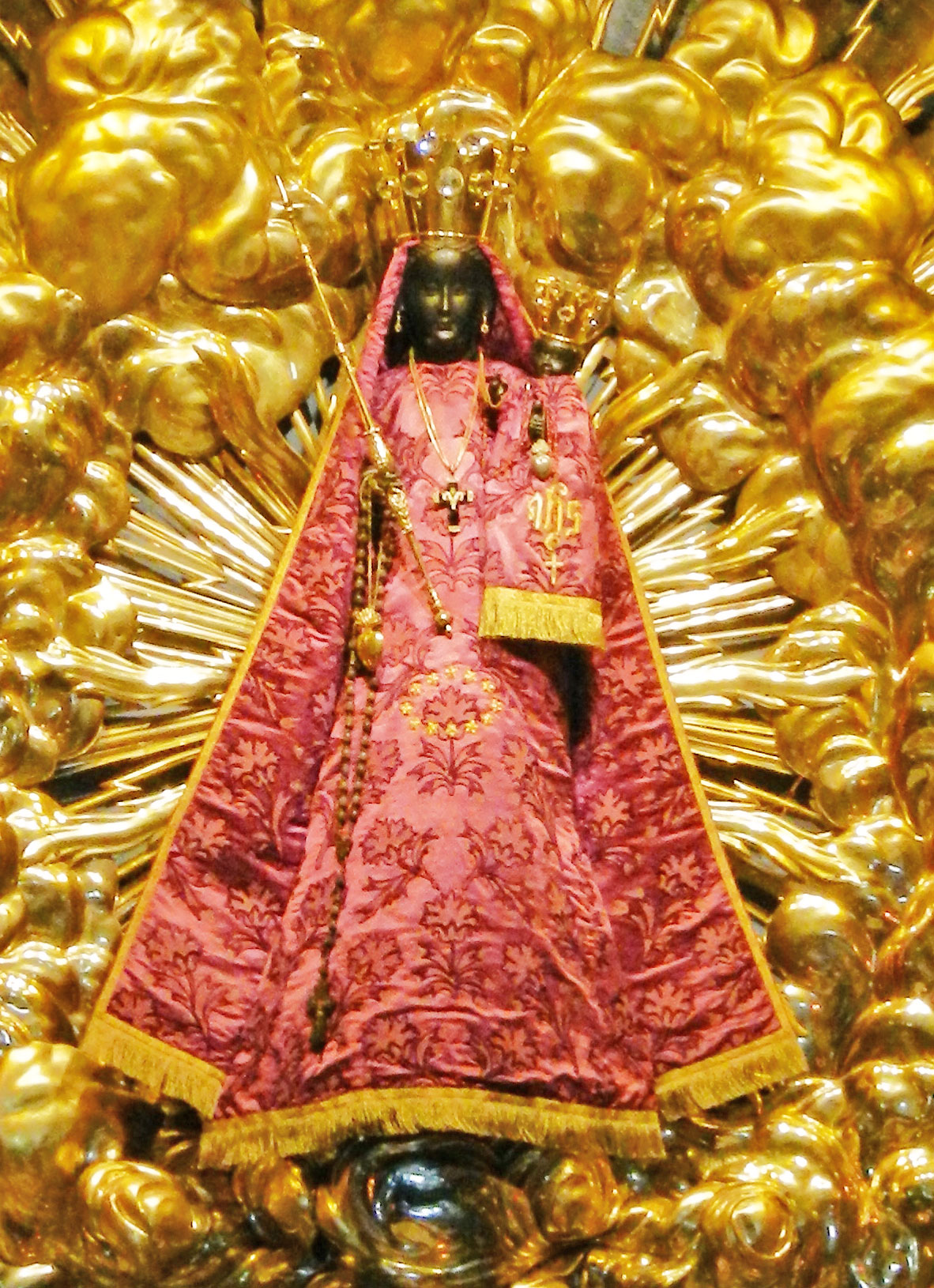
Gnadenbild Unserer Lieben Frau von Einsiedeln, Schweiz
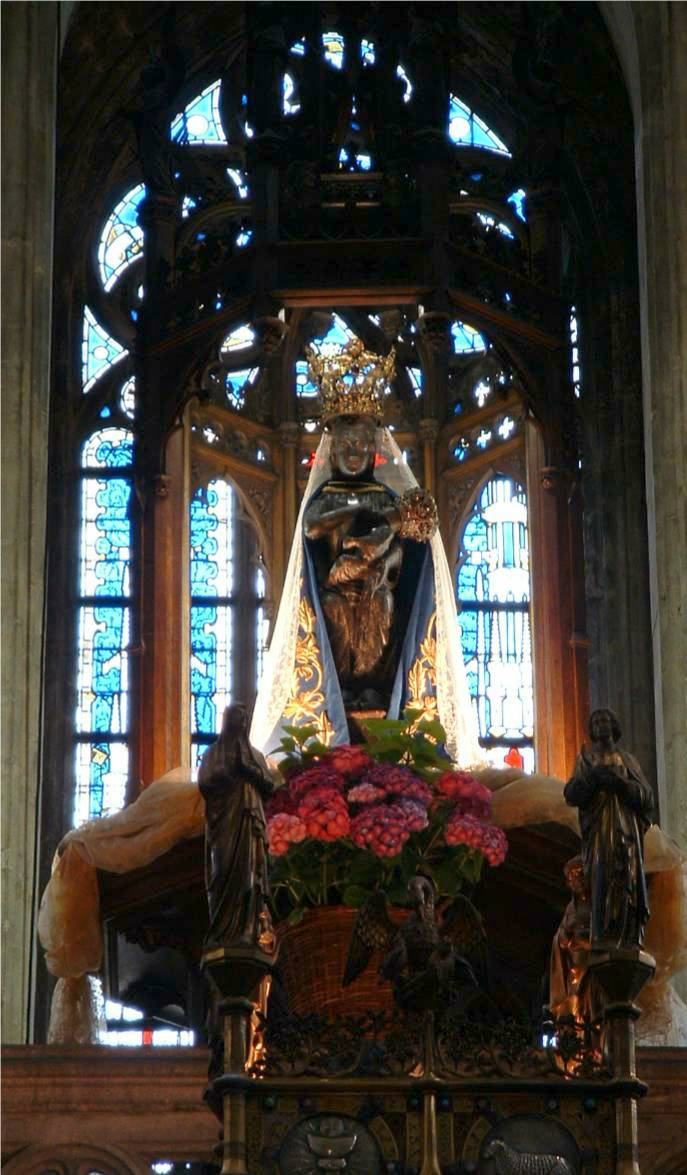
Mutter Gottes von Halle, Belgien
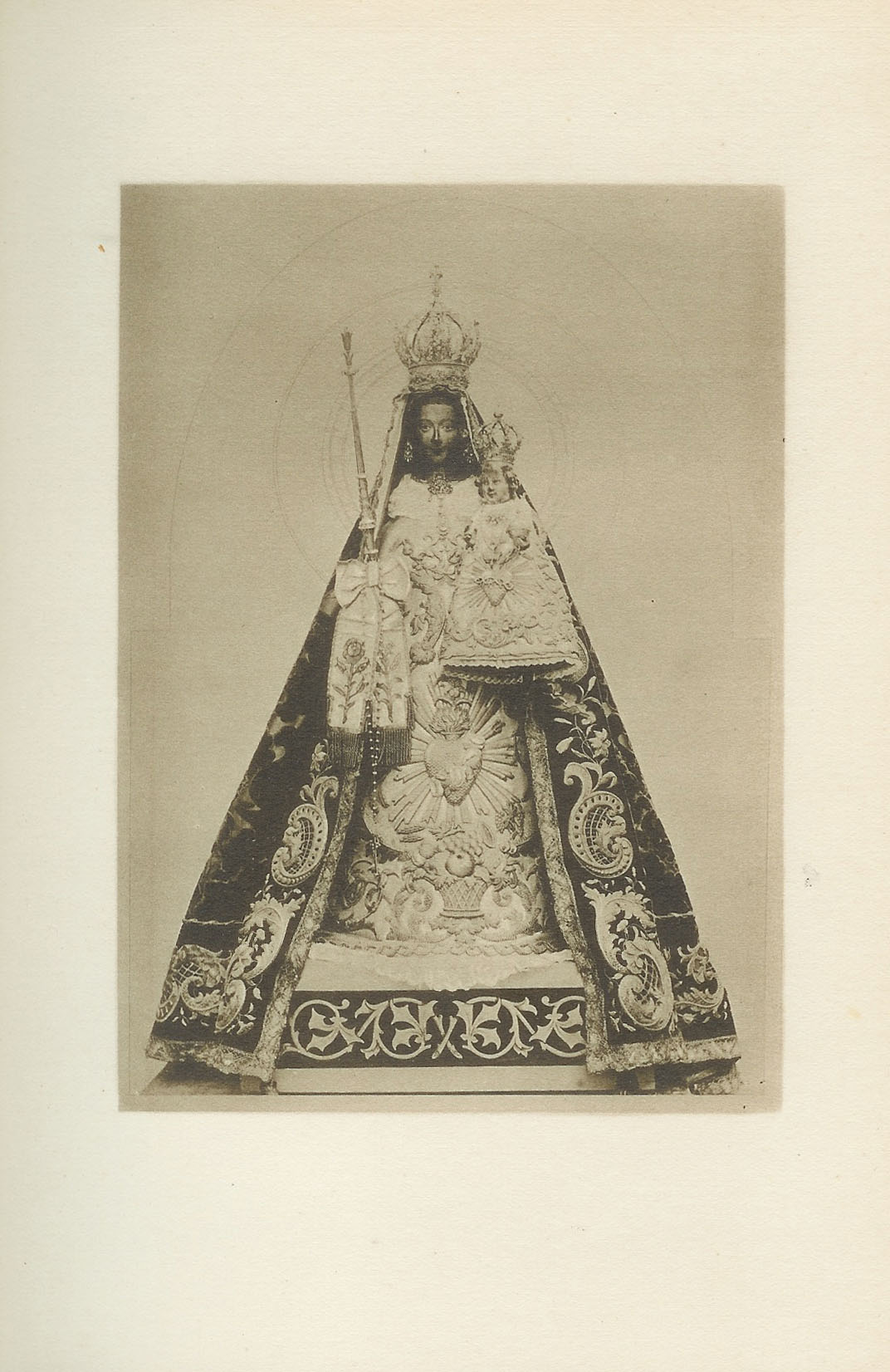
Die süße Mutter, Herzogenbusch
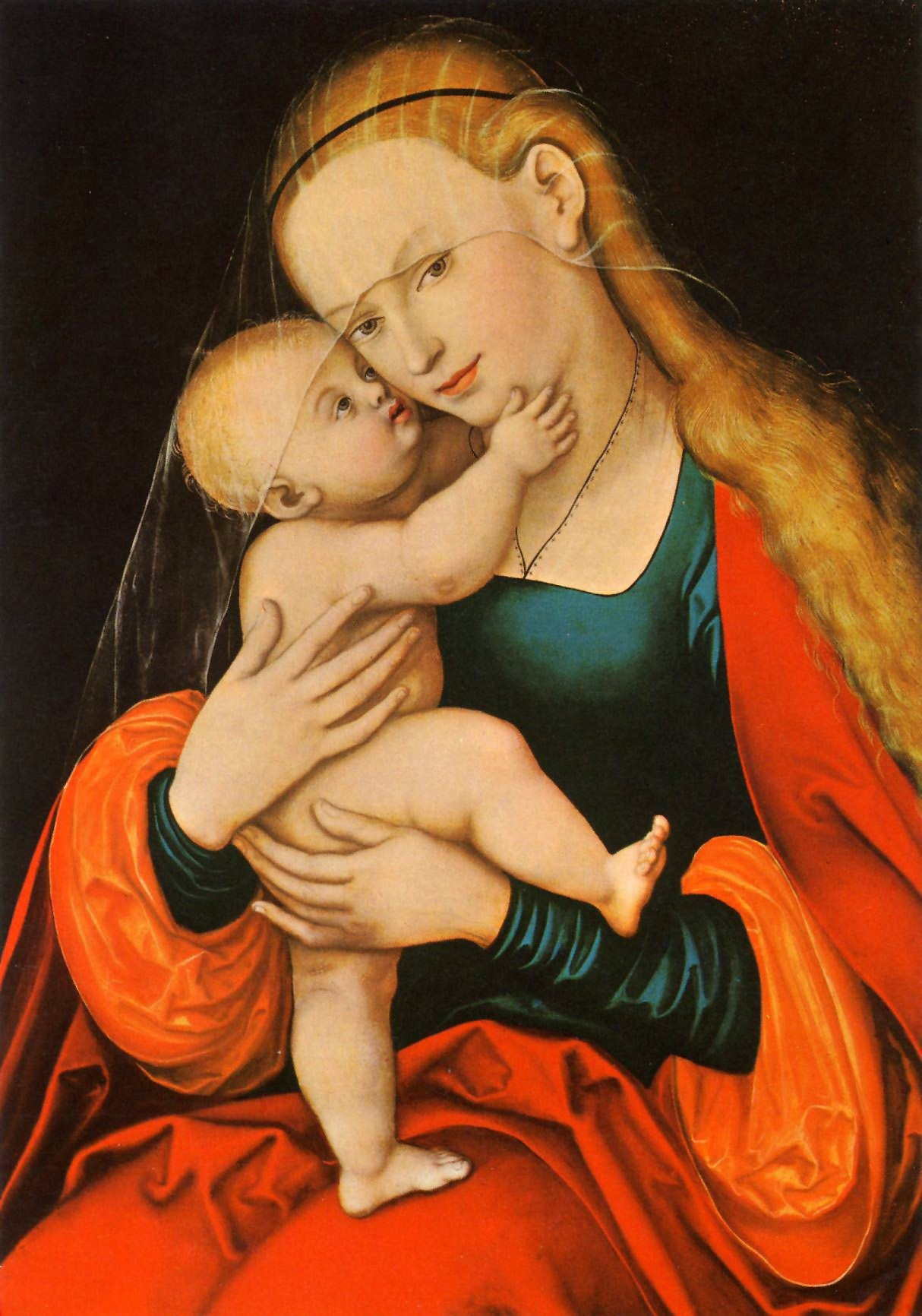
Mariahilf im Innsbrucker Dom
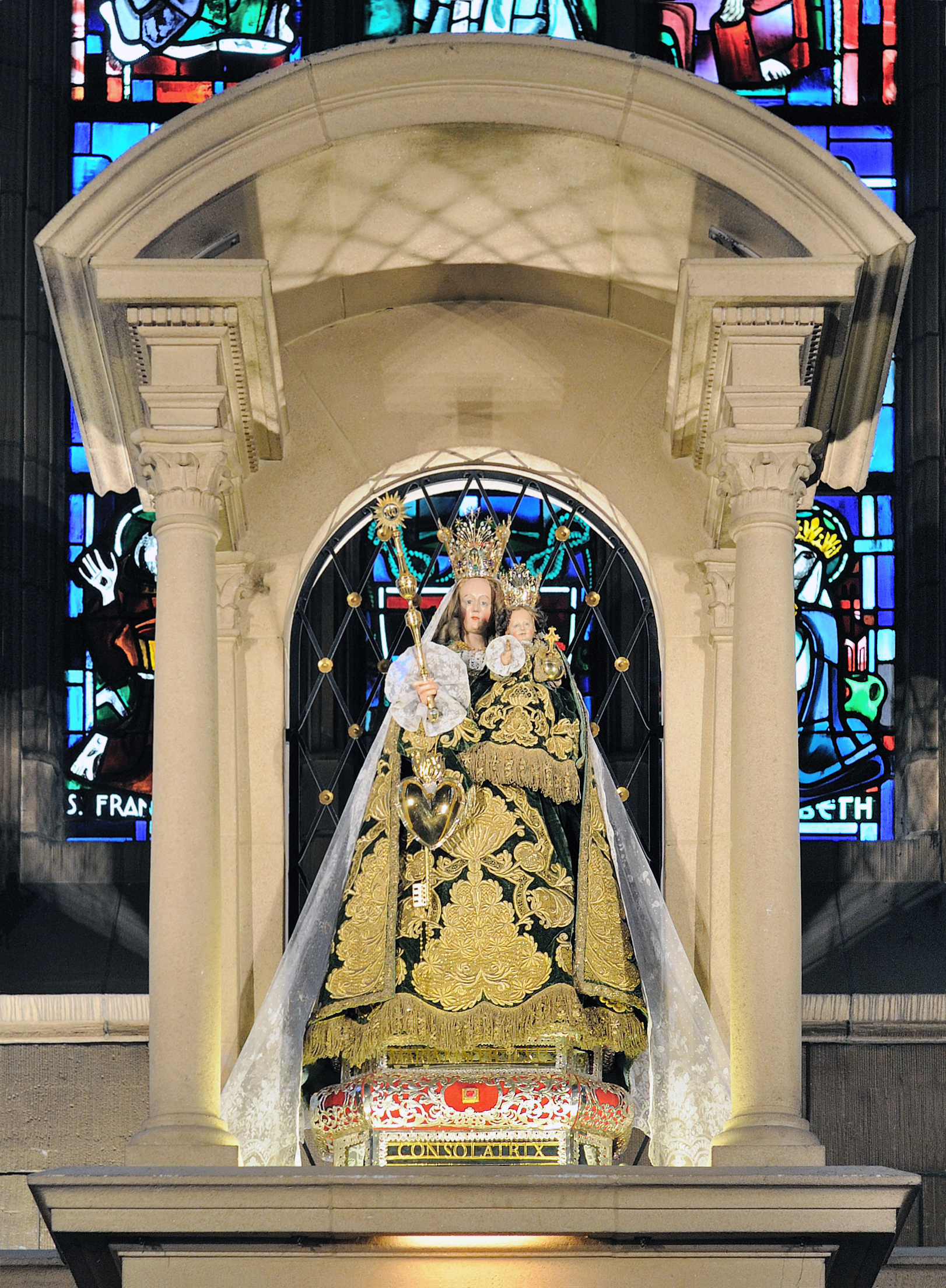
Trösterin der Betrübten, Kathedrale unserer lieben Frau, Luxemburg
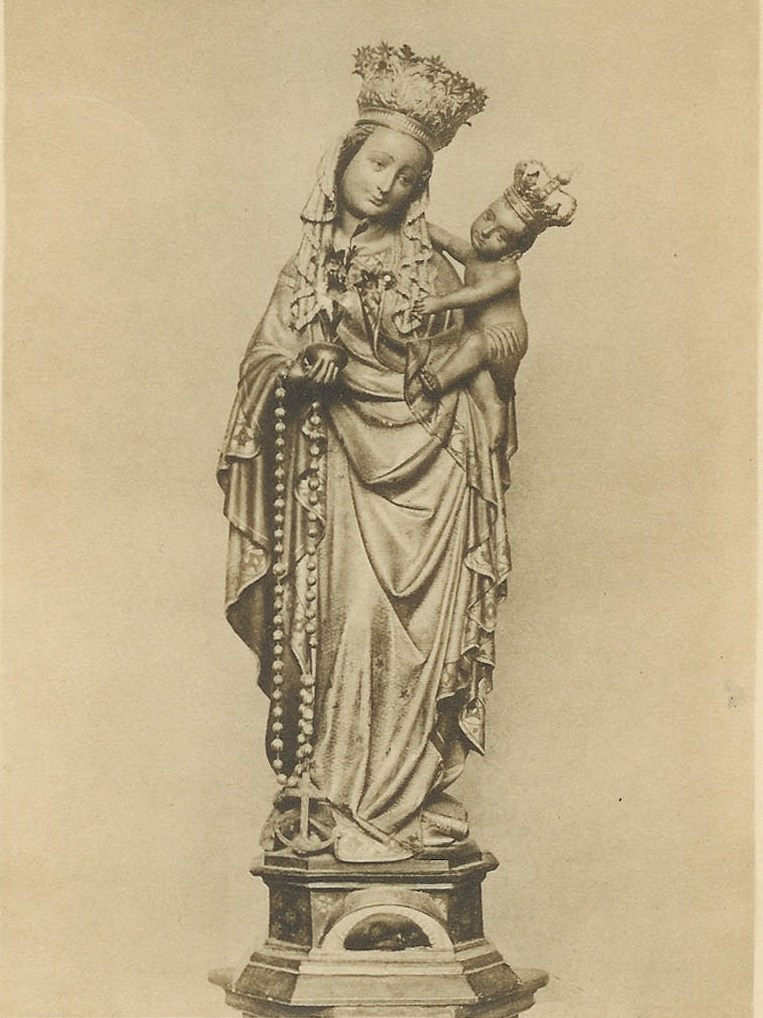
Maria Meeresstern, Maastricht
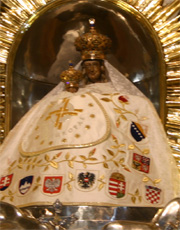
Magna Mater Austriae, Basilika Mariazell
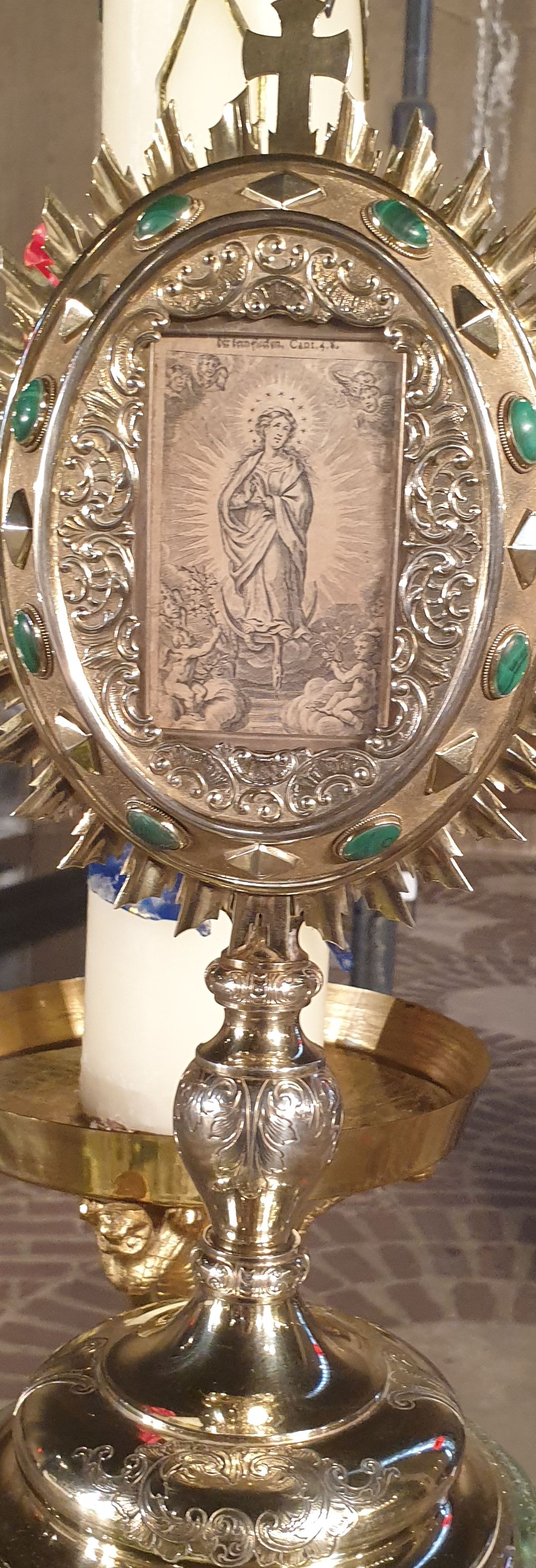
Unbefleckte Empfängnis vom Hardenberg in Neviges
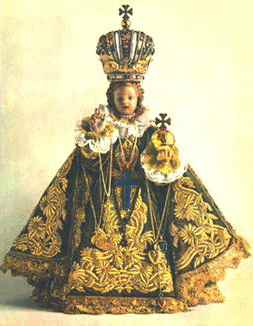
Prager Jesulein
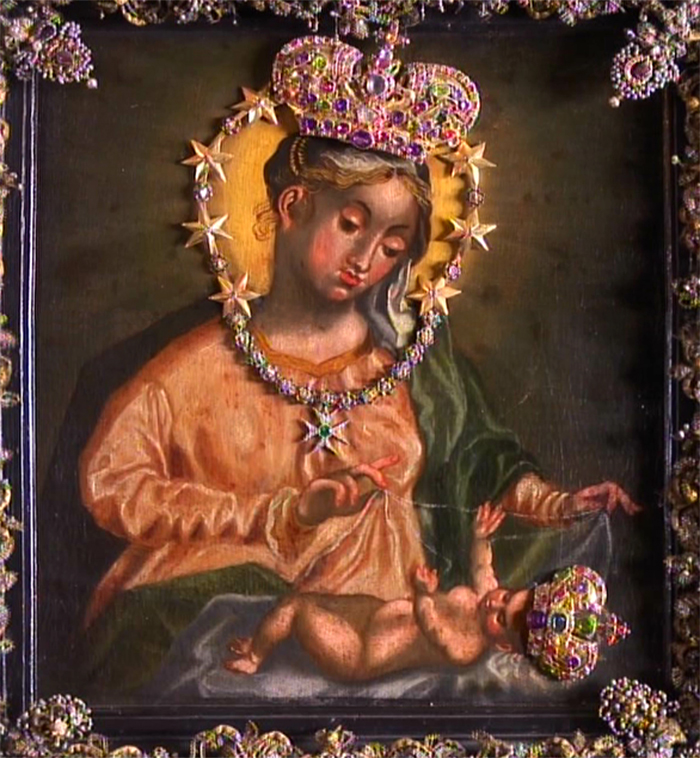
Gnadenbild Maria Plain in Salzburg
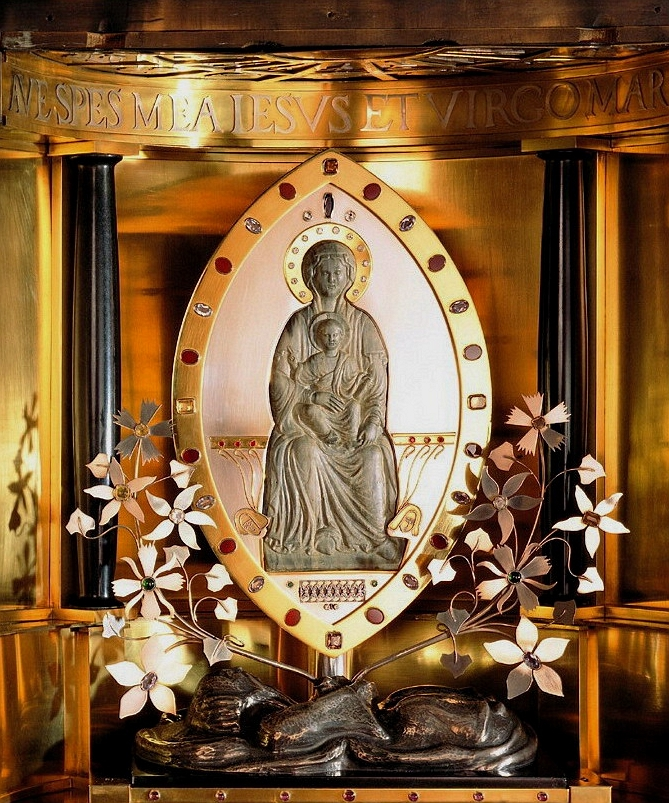
Unsere Liebe Frau, Basilika Seckau
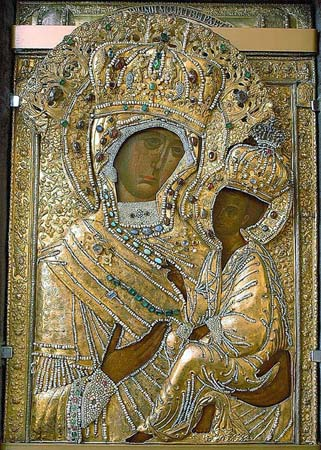
Mutter Gottes von Tichvin
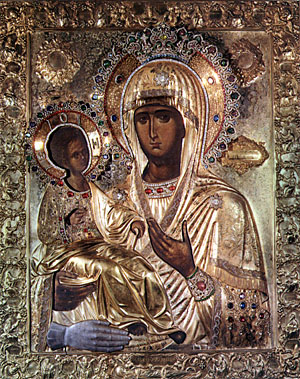
Gottesmutter Tricheirousa von den drei Händen
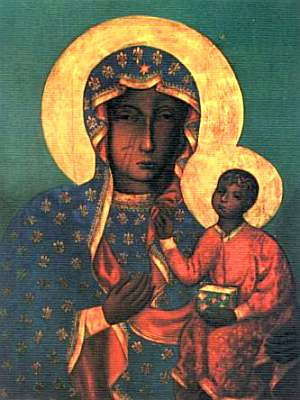
Schwarze Madonna von Tschenstochau
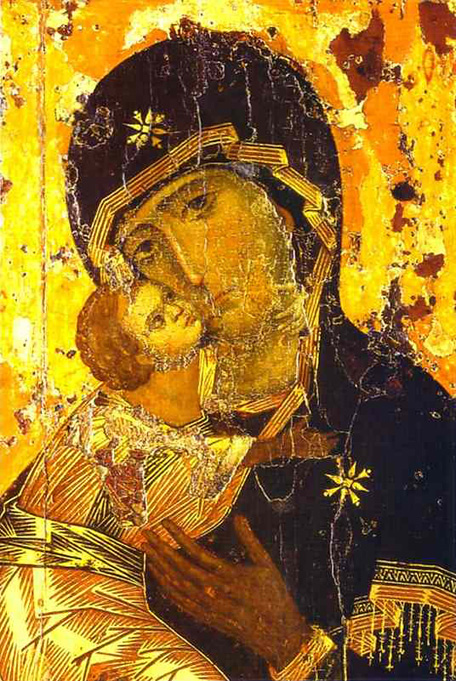
Gottesmutter von Wladimir
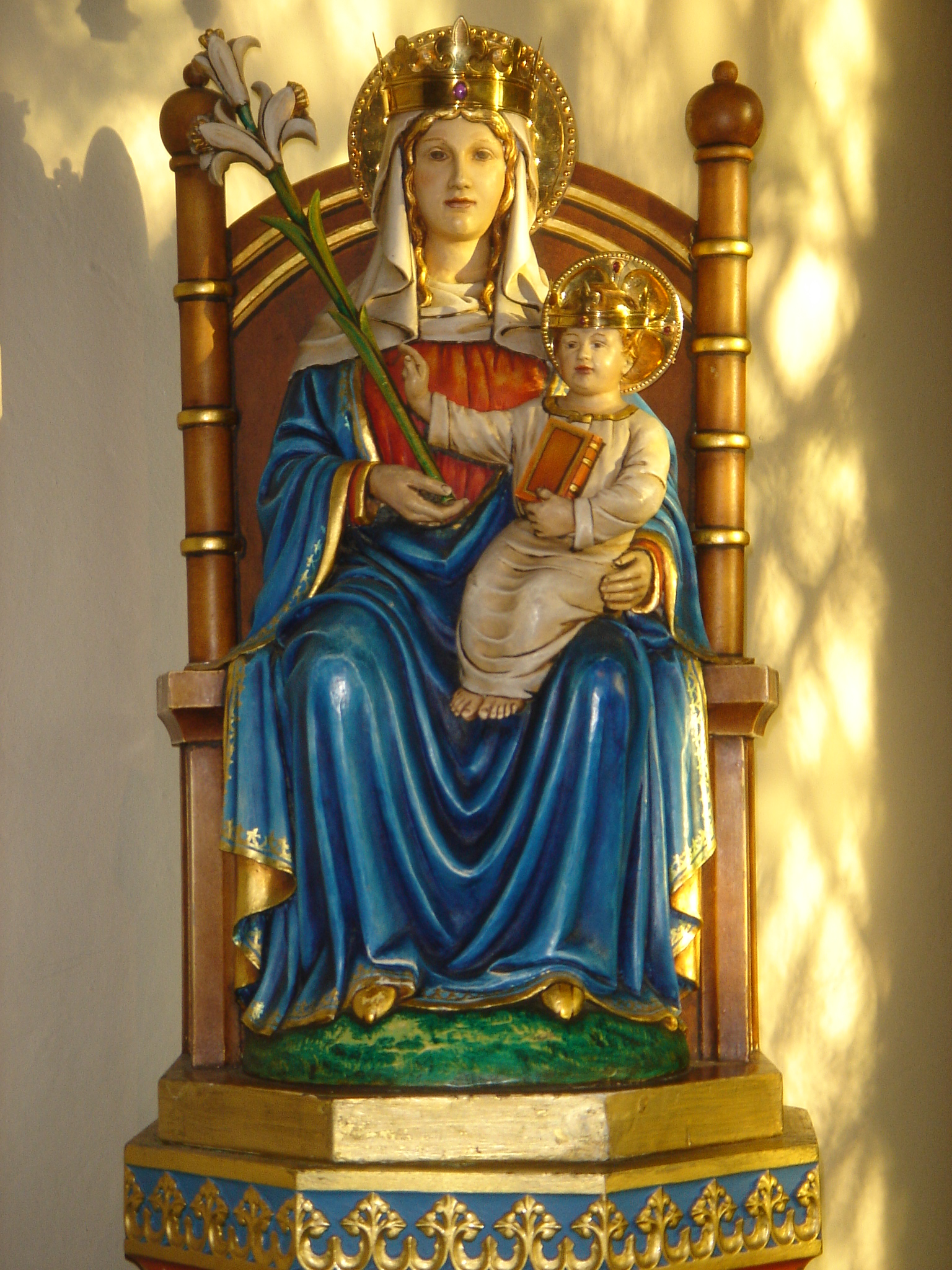
Unsere Liebe Frau von Walsingham
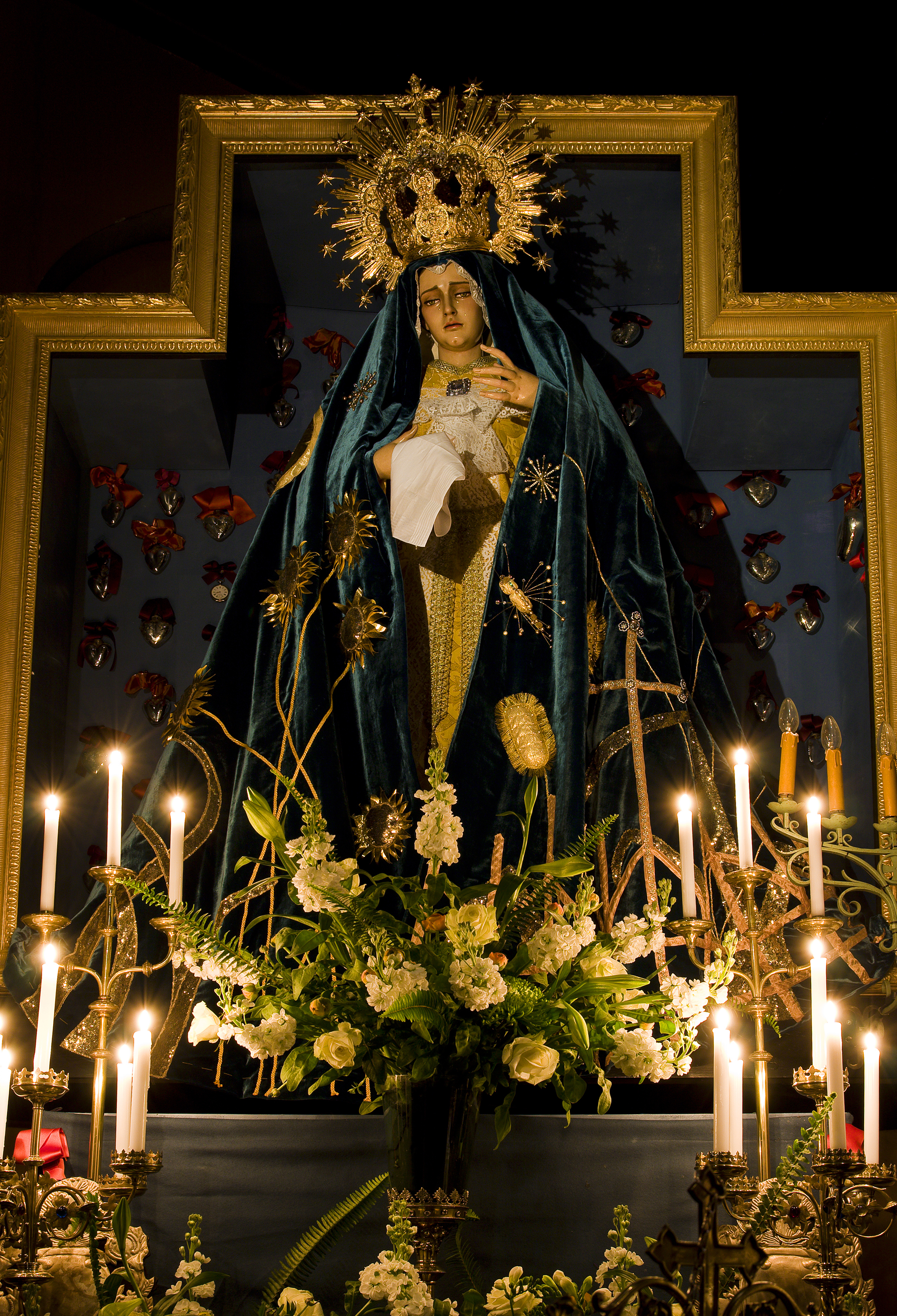
Schmerzensmutter von Warfhuizen